# Place Charles de Gaulle
De Place Charles de Gaulle, voorheen Place de l'Étoile ("Sterreplein"), is een monumentaal plein in het centrum van de Franse hoofdstad Parijs, gelegen in het 8e, 16e en 17e arrondissement. Het plein is genoemd naar de Franse president Charles de Gaulle. Het beslaat 4,5 hectare en is hoofdzakelijk ingericht als verkeersplein. Het is vooral bekend als het plein waar de Arc de Triomphe staat.

## Ligging, bereikbaarheid
De Place Charles de Gaulle ligt in het westelijk deel van Parijs en strekt zich uit over het grondgebied van het 8e, 16e en 17e arrondissement. Het gebied tussen de Avenue de Wagram en de Avenue Marceau behoort tot het 8e arrondissement (in het oosten). Tot het 16e arrondissement behoort het gebied tussen de Avenue Marceau en de Avenue de la Grande Armée (in het zuiden en westen). Het 17e arrondissement omvat het gebied tussen Avenue de la Grande Armée en Avenue de Wagram (in het noorden). Met een oppervlakte van circa 4,5 hectare is het, na de Place de la Concorde (7 ha), het op één na grootste plein van Parijs. Zoals veel andere historische pleinen en boulevards in Parijs is de Place Charles de Gaulle bestraat met klinkers.

Place Charles de Gaulle, stratenplan met Tunnel de l'Étoile

Op het plein komen twaalf straten uit. Met de klok mee vanuit het noorden zijn dit:
1. Avenue de Wagram
2. Avenue Hoche
3. Avenue de Friedland
4. Champs-Élysées
5. Avenue Marceau
6. Avenue d'Iéna
7. Avenue Kléber
8. Avenue Victor Hugo
9. Avenue Foch
10. Avenue de la Grande-Armée
11. Avenue Carnot
12. Avenue Mac-Mahon

De Place Charles de Gaulle is een van de drukste pleinen in Parijs. Het verkeer is er zo druk, dat tussen de verschillende verzekeraars een knock-for-knock agreement is afgesproken. Dat komt erop neer dat iedere verzekeraar alleen de schade van eigen klanten betaalt. Toch kan het verkeer er goed doorrijden. Fietsers doen er verstandig aan het plein te mijden. Oversteken op de Place Charles de Gaulle is levensgevaarlijk. Voetgangers die naar de Arc de Triomphe gaan, kunnen gebruik maken van de voetgangerstunnels van het metrostation Charles de Gaulle - Étoile onder het plein.
De Place Charles de Gaulle wordt bediend door de volgende metro- en RER-diensten: metrolijn 1, 2 en 6, en RER A. Voor metrolijn 6 is Charles de Gaulle het westelijke eindpunt.

## Geschiedenis
De oorspronkelijke naam van het gebied waar later het plein werd aangelegd, was Butte Chaillot ("heuvel van Chaillot"; genoemd naar een voormalig dorp, thans een buurt in Parijs). Hier kwamen aanvankelijk slechts enkele landwegen samen. Vanaf 1670 lag hier het eindpunt van de toen aangelegde Avenue des Champs-Élysées. Onder leiding van Abel-François Poisson, markies van Marigny, werd er in 1777 een plein met zijwegen van gemaakt, dat door de stervorm van het stratenpatroon de naam Place de l'Étoile kreeg. Tegelijkertijd liet Marigny langs de Champs Élysées bomen planten.

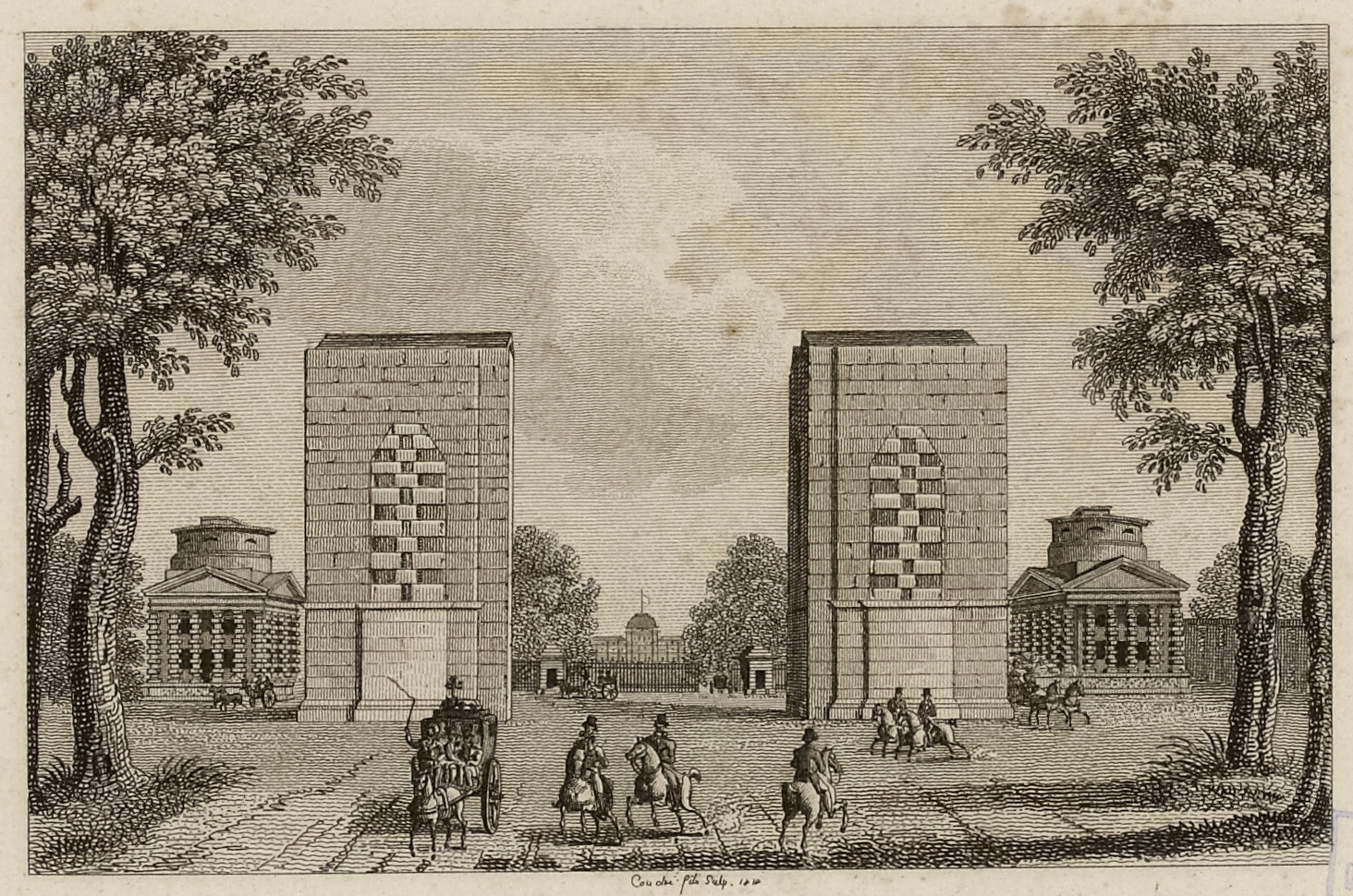
De Arc de Triomphe in aanbouw tussen de tolhuizen van de Barrière de Neuilly (1818)

In 1787 werd de Muur van de Belastingpachters (Mur des Fermiers généraux) gebouwd. Op de Place de l'Étoile bevond zich de Barrière de Neuilly, ook wel Barrière de l'Étoile genoemd, waar tol werd geïnd. De barrière bestond uit twee tolhuizen aan weerszijden van de Place de l'Étoile, ontworpen door Claude Nicolas Ledoux in neoclassicistische stijl. Kort na 1859 werd de barrière afgebroken.
Tussen 1806 en 1836 werd de Arc de Triomphe de l'Étoile gebouwd, oorspronkelijk in opdracht van keizer Napoleon I en drie decennia later feestelijk geopend door koning Lodewijk Filips I.
In 1845 verrees aan de zuidzijde van het plein het Hippodrome de l'Étoile, een grote paardenrenbaan, waar ook shows met paarden werden gegeven. Vanwege de voorgenomen herontwikkeling van het plein moest het in 1855 sluiten, waarna een jaar later een nieuw hippodroom opende in Passy.
De twaalf lanen die vanaf de Place de l'Étoile uitwaaieren werden merendeels aangelegd tijdens het Tweede Franse Keizerrijk (1852-1870), als onderdeel van de plannen van Georges-Eugène Haussmann voor de stedenbouwkundige vernieuwing van Parijs. Het plein werd volledig opnieuw ontworpen met daarop aansluitend een zestal nieuw aangelegde avenues: de Bezons (nu: Wagram), Joséphine (nu: Marceau), Kléber, de Saint-Cloud (nu: Victor-Hugo), Essling (nu: Carnot) en Prince-Jérôme (nu: Mac-Mahon en Niel), die samen met de Champs-Élysées en andere bestaande avenues de bekende twaalfpuntige ster rond de Arc de Triomphe vormen.
In 1864 werd een cirkelvormige straat rond de Place de l'Étoile aangelegd, de Rue de Presbourg en de Rue de Tilsitt, genoemd naar de diplomatieke successen van Napoleon I, die leidden tot de ondertekening van het Verdrag van Presburg (Bratislava) in 1805 en de Vrede van Tilsit in 1807.
Sinds 1920 ligt aan de voet van de Arc de Triomphe het Graf van de onbekende soldaat.

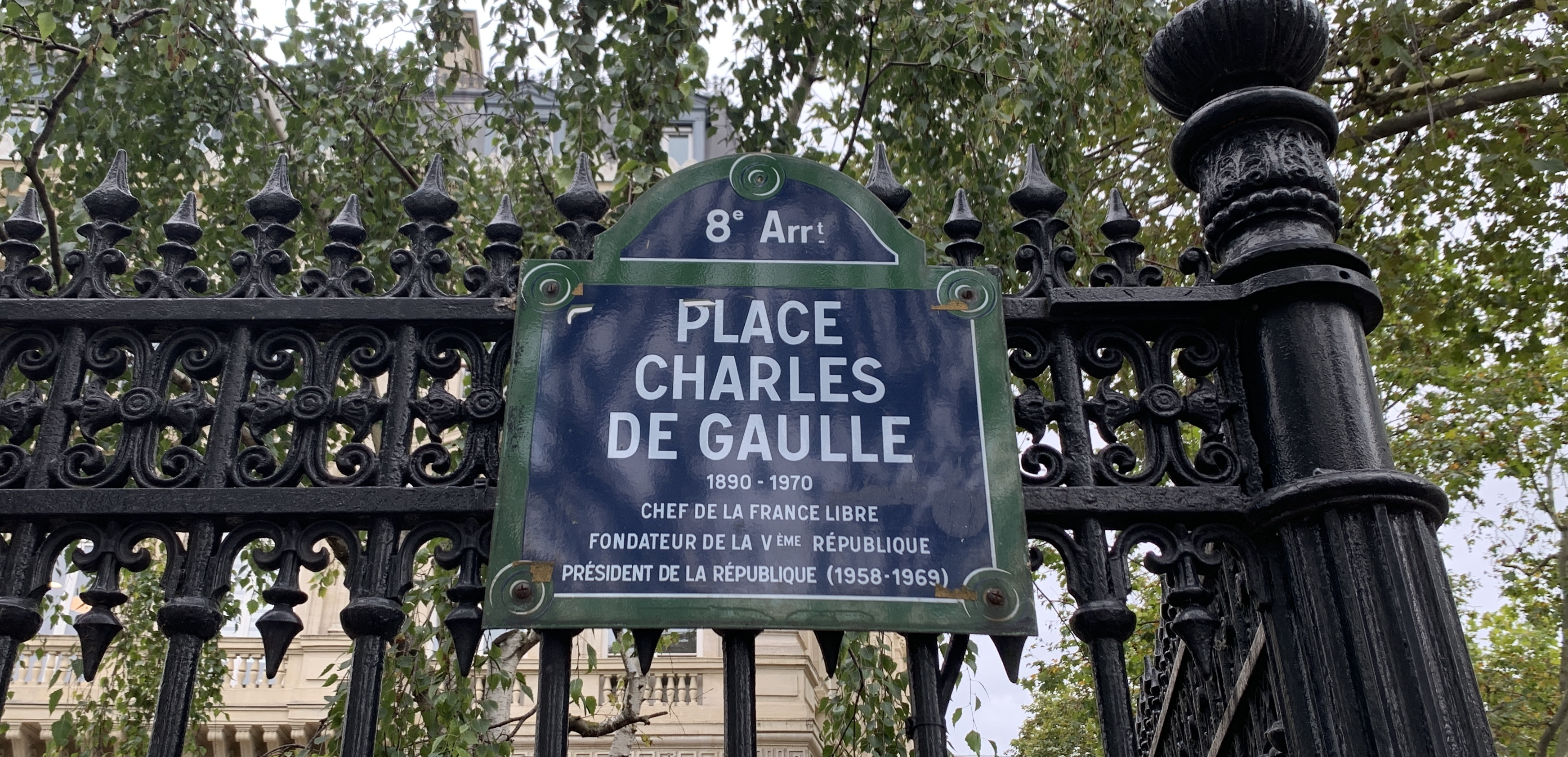
Straatnaambord (2021)

De Place de l'Étoile werd officieel omgedoopt tot Place Charles-de-Gaulle op 13 november 1970, slechts vier dagen na het overlijden van Charles de Gaulle in zijn landhuis La Boisserie in Colombey les Deux Églises. Tegen de naamsverandering rees veel protest, gebundeld in het Comité national de défense de la place de l'Étoile. De Franse spoorwegmaatschappij RATP wijzigde de naam van het nabijgelegen metrostation in Charles de Gaulle - Étoile, daarbij de aanduiding "Étoile" handhavend, naar eigen zeggen om te voorkomen dat toeristen die naar de luchthaven Paris-Charles de Gaulle wilden reizen per ongeluk midden in de stad zouden uitkomen, en andersom. Sinds 1997 is de officiële spelwijze place Charles de Gaulle, zonder koppeltekens en in het Frans altijd zonder beginhoofdletter.
In 1970 werd de 400 meter lange Tunnel de l'Étoile in gebruik genomen. Aanvankelijk was het een tunnel voor het gemotoriseerd verkeer, die de Avenue des Champs-Élysées verbond met de Avenue de la Grande Armée, onder het plein en de Arc de Triomphe door. Sinds 2020 is het een fietstunnel.

### Historische gebeurtenissen
De Place de l'Étoile vormde het decor voor een aantal grote gebeurtenissen en evenementen, met name ten tijde van de Franse Revolutie en in de eerste helft van de negentiende eeuw:
- De Assemblée Nationale weerde op 1 mei 1792 alle verkeer van het plein om de Parijzenaars een groot feest aan te bieden op het plein en in de Barrière de l'Étoile.
- Op 25 juni 1792 keerde de koninklijke familie via de Barrière de l'Étoile terug naar Parijs, na hun eerdere vlucht naar Varennes. Omringd door twee rijen Garde nationale en een zwijgende menigte reed de berline over de Avenue des Champs Élysées naar het Palais des Tuileries.

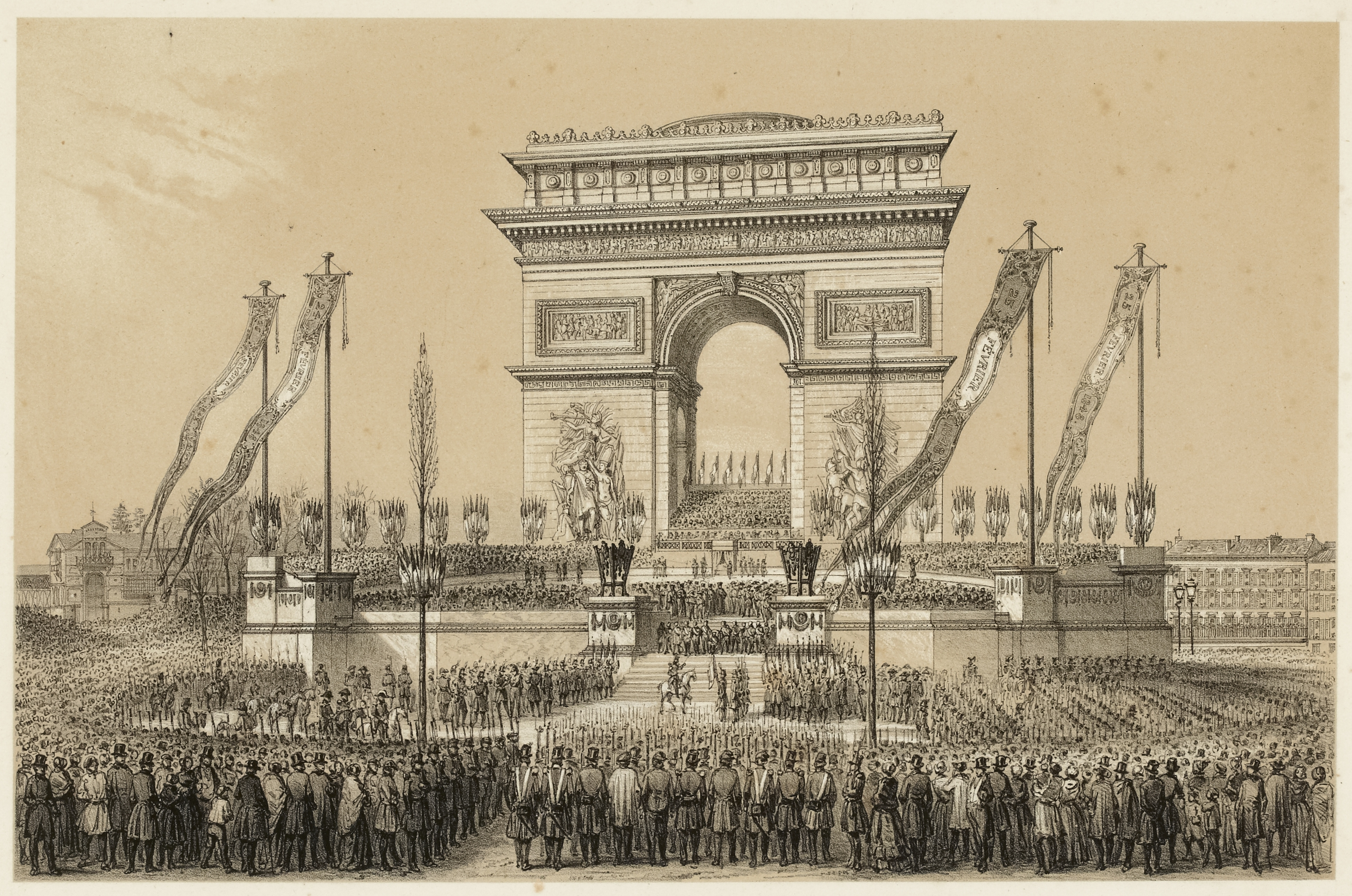
Fête de la Fraternité, 20 april 1848

- Op 14 juli 1801 werd de twaalfde verjaardag van de Bestorming van de Bastille hier gevierd.
- Op 2 april 1810, de dag na het burgerlijk huwelijk van Napoleon Bonaparte en Marie Louise van Oostenrijk in het Kasteel van Saint-Cloud, trok de keizerlijke stoet via de toen nog in aanbouw zijnde triomfboog naar de Tuilerieën, waar het kerkelijk huwelijk werd gevierd.
- In 1824 werd hier de triomferende hertog van Angoulême feestelijk onthaald, na de Verovering van Trocadero.
- Op 3 augustus 1830, na de Julirevolutie, verzamelden zich hier 10-20.000 mannen om onder leiding van generaal Pajol op te trekken naar het Kasteel van Rambouillet en daar de gevluchte koning Karel X te dwingen afstand te doen van de troon.
- Op 29 juli 1836 werd de Arc de Triomph, waarvan de bouw in 1806 was begonnen, feestelijk ingewijd.
- Op 15 december 1840 werden de stoffelijke resten van Napoleon, die in 1821 op Sint-Helena was overleden, hier plechtig verwelkomd.
- Op 20 april 1848, na de Februarirevolutie, vond hier het Fête de la Fraternité ("broederschapsfeest") plaats, waarbij leden van de voorlopige regering en vertegenwoordigers van het volk vlaggen overhandigden aan het leger en de Nationale Garde en trouw zwoeren aan de Tweede Republiek.
- Op 2 december 1852, de dag van de proclamatie van het Tweede Keizerrijk, reed Napoleon III te paard van het Kasteel van Saint-Cloud onder de triomfboog door naar het Tuilerieënpaleis.

## Bezienswaardigheden
De Place Charles de Gaulle is onderdeel van de Axe historique, de lijn van historische monumenten, die van het Louvre dwars door Parijs naar La Défense loopt.

### Arc de Triomph en Graf van de onbekende soldaat

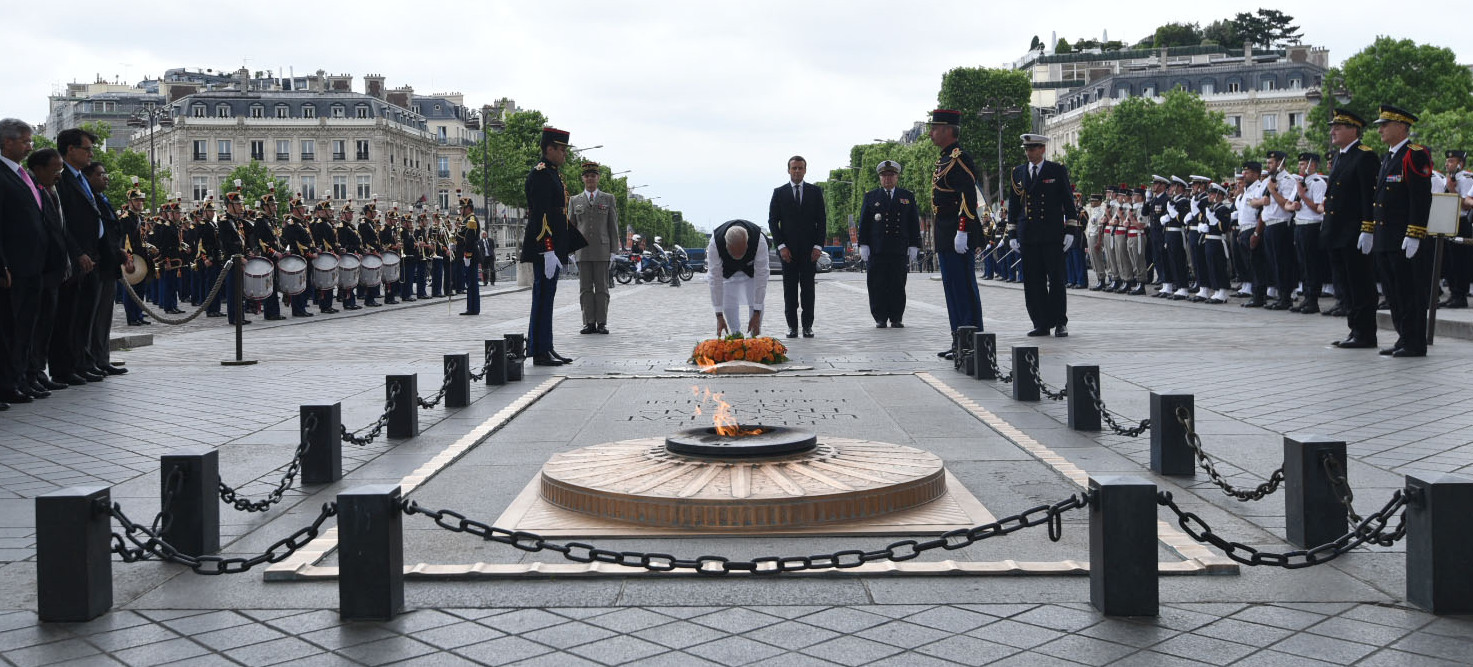
Kranslegging door de Indiase premier Modi bij het Graf van de onbekende soldaat (2017)

Het belangrijkste gebouw op het plein is uiteraard de Arc de Triomphe. De triomfboog werd ontworpen door Jean Chalgrin in 1806. Het ontwerp is geïnspireerd door de Boog van Titus op het Forum Romanum in Rome. De Arc de Triomphe de l'Étoile is 50 m hoog, 45 m breed en 22 m diep. De centrale poortdoorgang is 29 m hoog en 14,5 m breed; de twee kleinere dwarsdoorgangen zijn 18,5 m hoog en 8,5 m breed. De gebeeldhouwde reliëfs tonen onder andere heldhaftige, naakte Franse jongeren tegenover bebaarde Germaanse woestelingen in krijgsuitrusting. De triomfantelijke, patriottische iconografie zette de toon voor andere openbare monumenten.
Aan de voet van de Arc de Triomph ligt het Graf van de onbekende soldaat (Tombe du Soldat inconnu). Het bevat de stoffelijke resten van een ongeïdentificeerde Franse soldaat die tijdens de Eerste Wereldoorlog was gesneuveld en hier op 11 november 1920 werd herbegraven. Het graf, aan drie zijden omgeven door zwarte metalen paaltjes met kettingen ertussen, bestaat uit een granieten plaat uit het Normandische Vire, waarop het opschrift staat: Ici repose un soldat français mort pour la Patrie, 1914–1918 ("Hier rust een Franse soldaat die stierf voor het vaderland, 1914–1918"). In 1923 werd er een eeuwige vlam aan toegevoegd, die elke dag om 18:30 uur opnieuw wordt aangestoken. Na de Tweede Wereldoorlog werd aan de voet van het graf een bronzen schild met een vlammend zwaard toegevoegd, aangeboden door de geallieerden als eerbetoon aan het Franse leger en ter herinnering aan de bevrijding van Parijs.

### Overige bebouwing

Place Charles de Gaulle, bebouwing

Het plein wordt omringd door twaalf statige gebouwen, hôtels particuliers genoemd, die alle een trapeziumvormige plattegrond en een vergelijkbare architectuur bezitten. De entrees van deze hôtels liggen aan de achterliggende ringstraat, zes aan de Rue de Tilsit en zes aan de Rue de Presbourg:
1. Hôtel du 11 rue de Tilsitt
2. Belgische ambassade
3. Hôtel de Gunsburg
4. Hôtel du 5 rue de Tilsitt
5. Hôtel du 3 rue de Tilsitt
6. Hôtel Landolfo-Carcano (ambassade van Qatar)
7. Hôtel du 2 rue de Presbourg
8. Hôtel du 4 rue de Presbourg
9. Hôtel du 6-6bis rue de Presbourg
10. Hôtel du 8-8bis rue de Presbourg
11. Hôtel du 10 rue de Presbourg
12. Hôtel du 12 rue de Presbourg

Bebouwing Place Charles de Gaulle, gezien vanaf de Arc de Triomphe

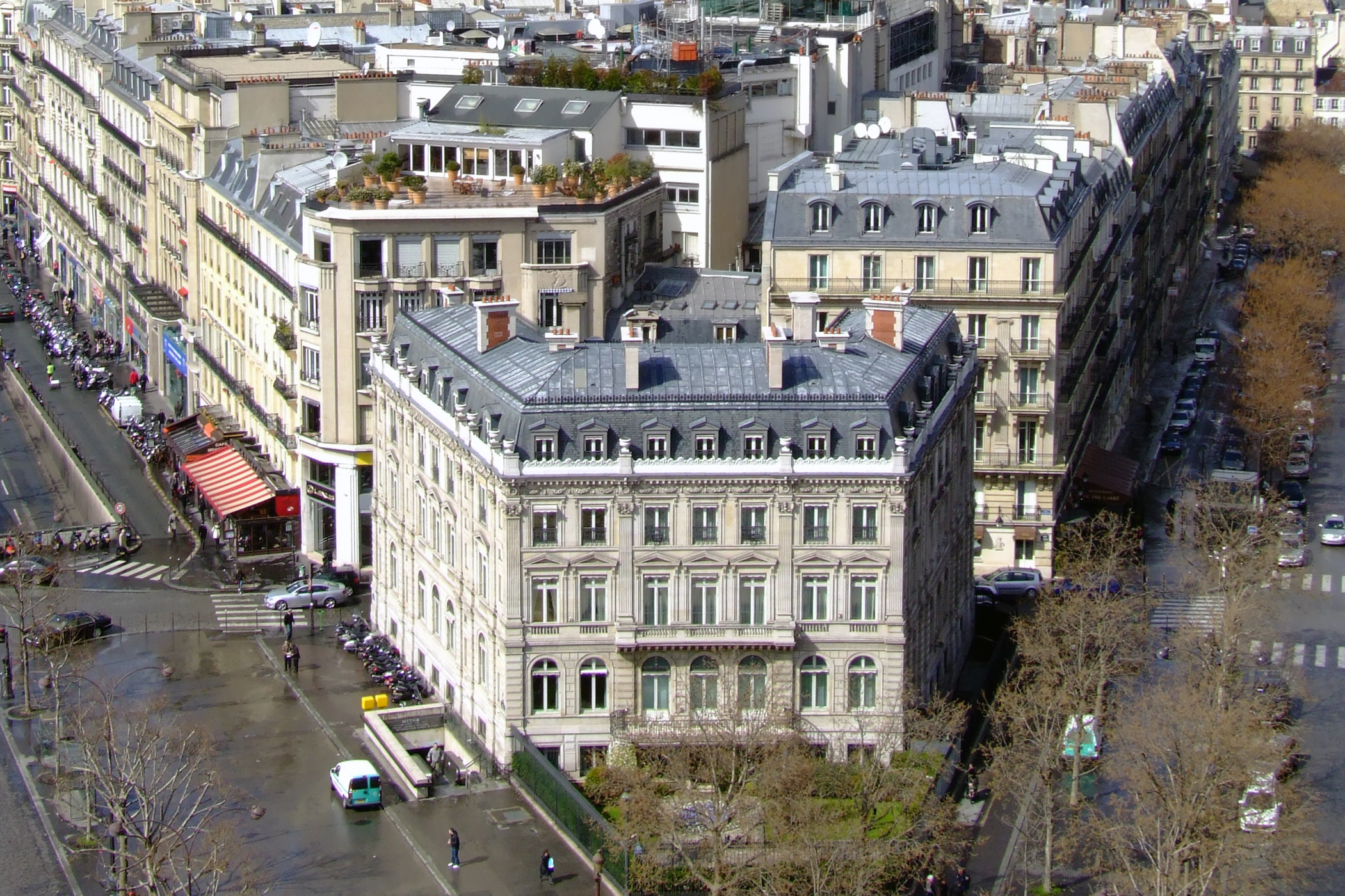
11 Rue de Tilsitt
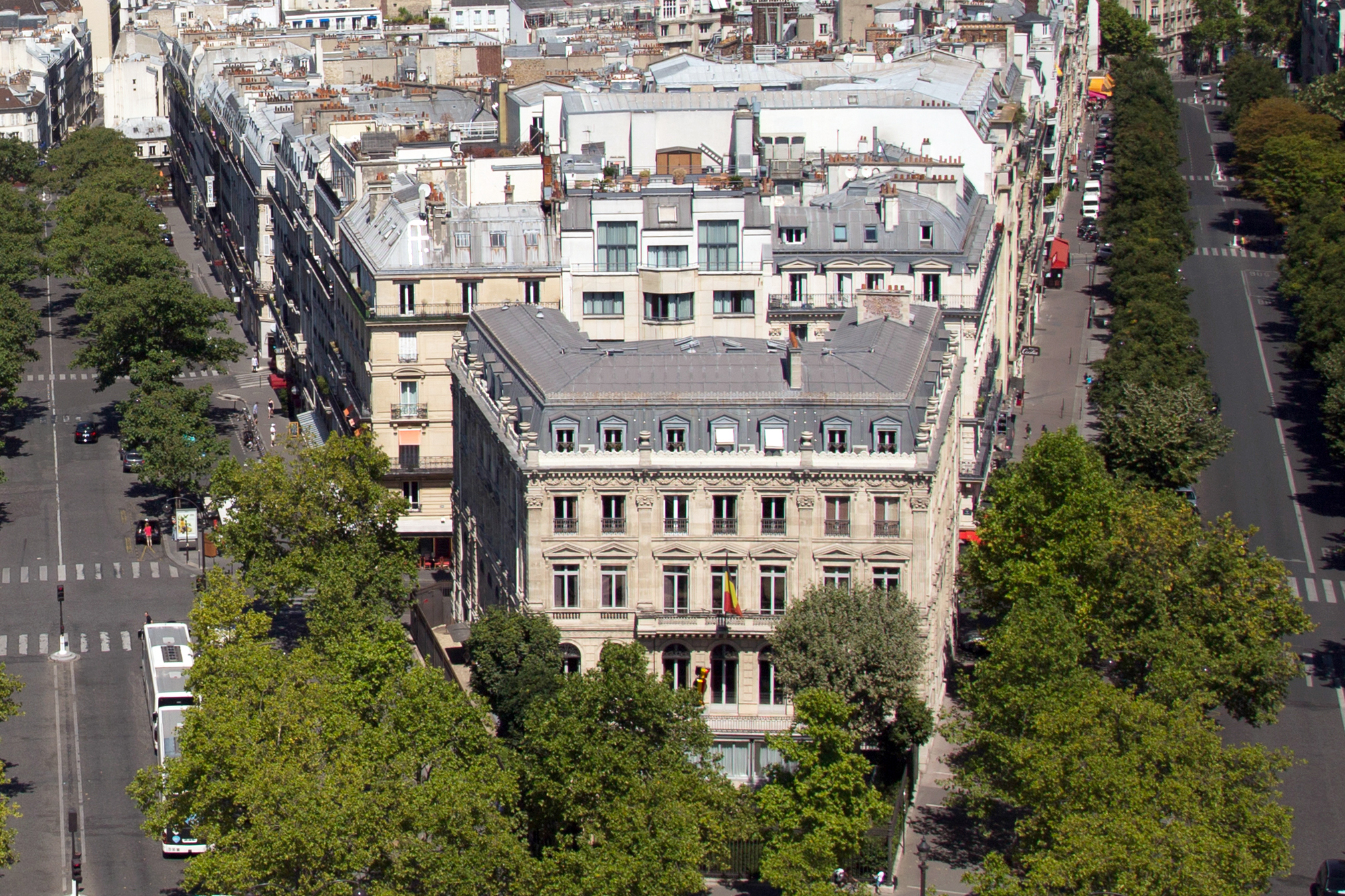
Belgische ambassade
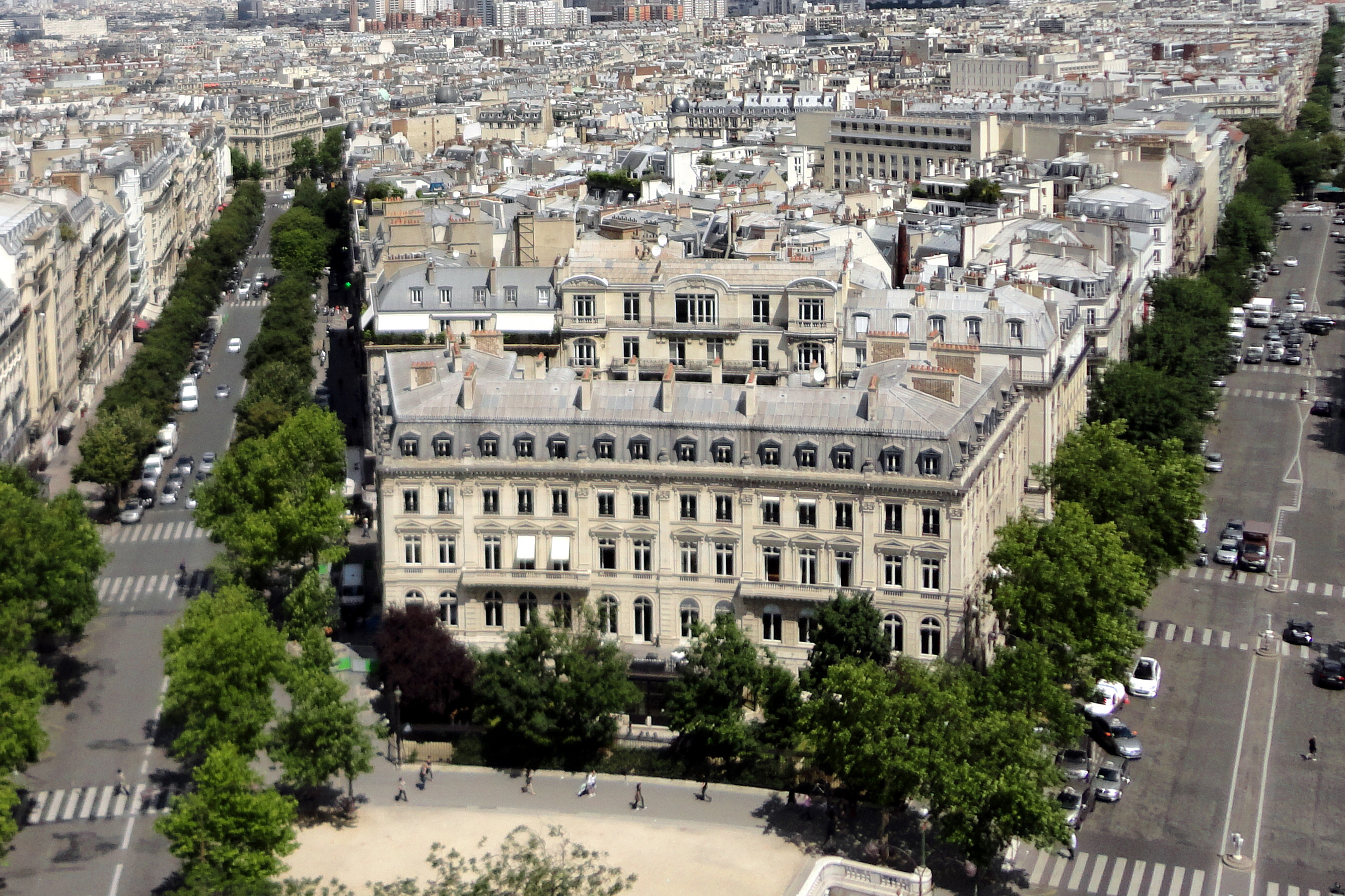
Hôtel de Gunsburg
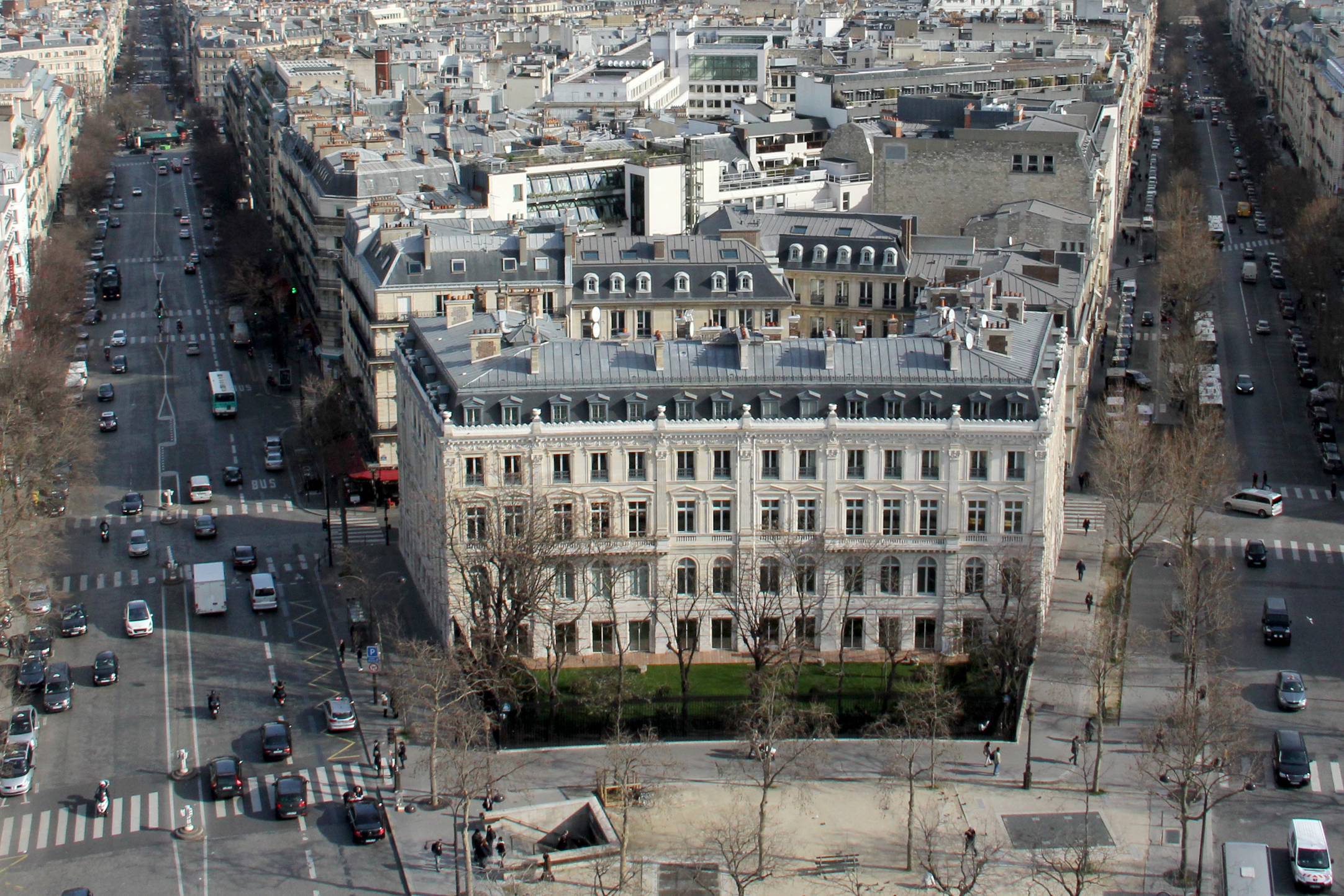
5 Rue de Tilsitt
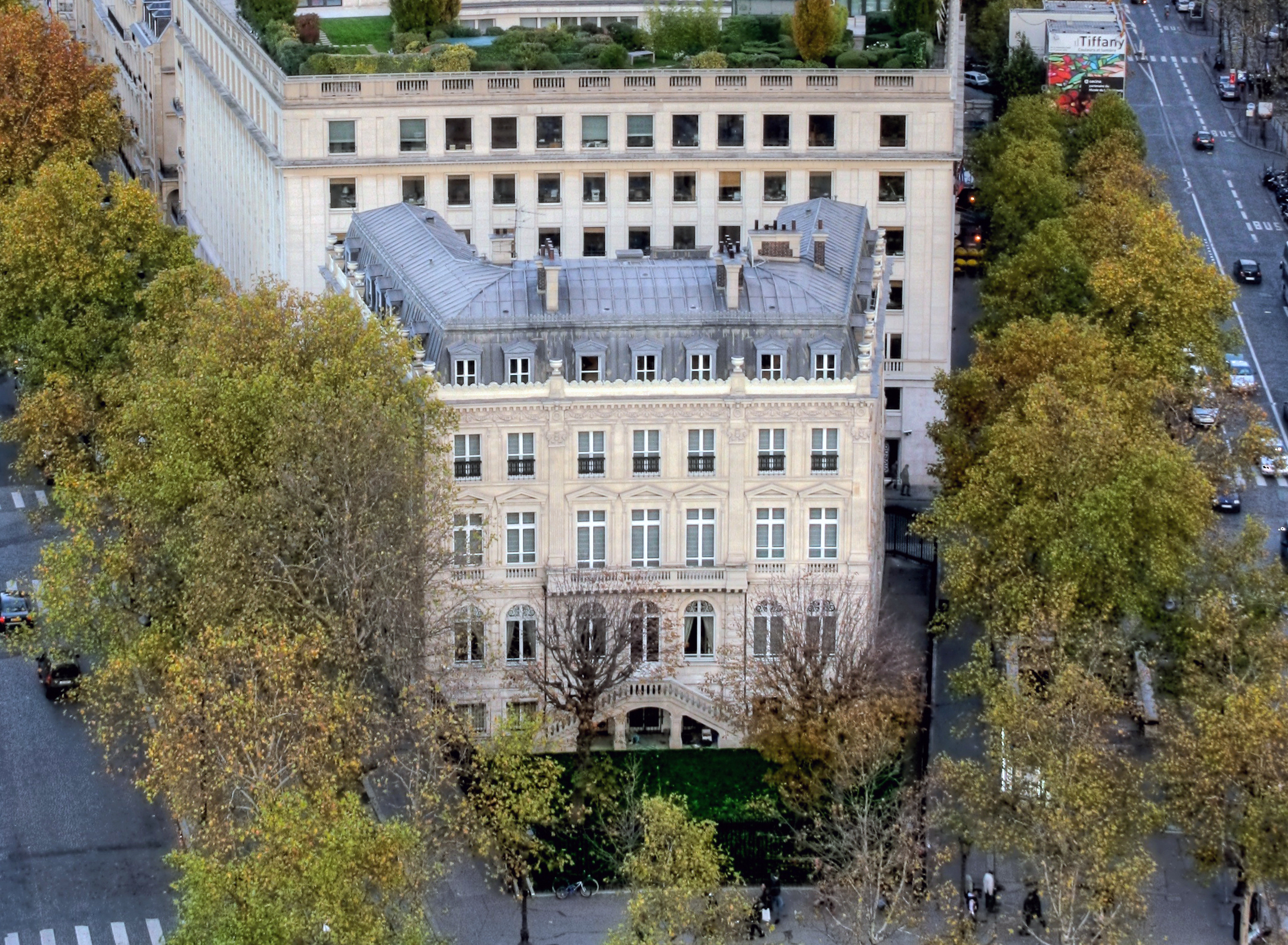
3 Rue de Tilsitt
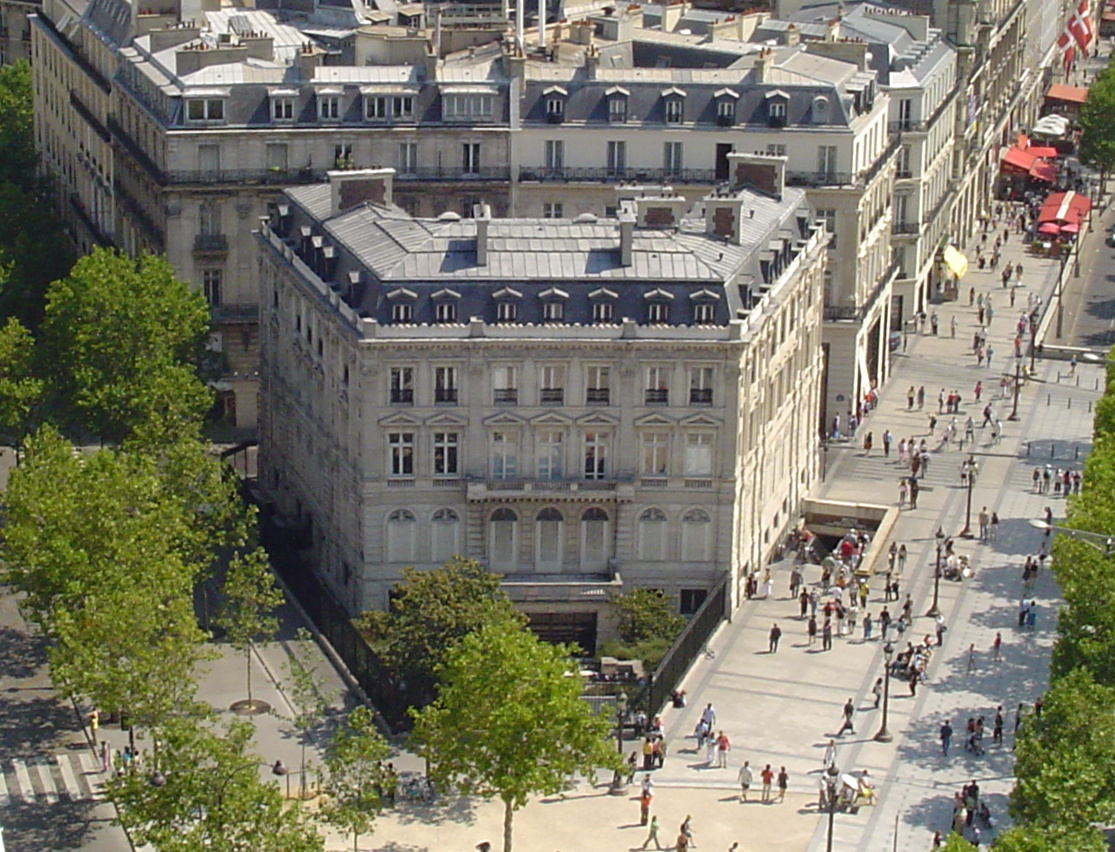
Hôtel Landolfo-Carcano
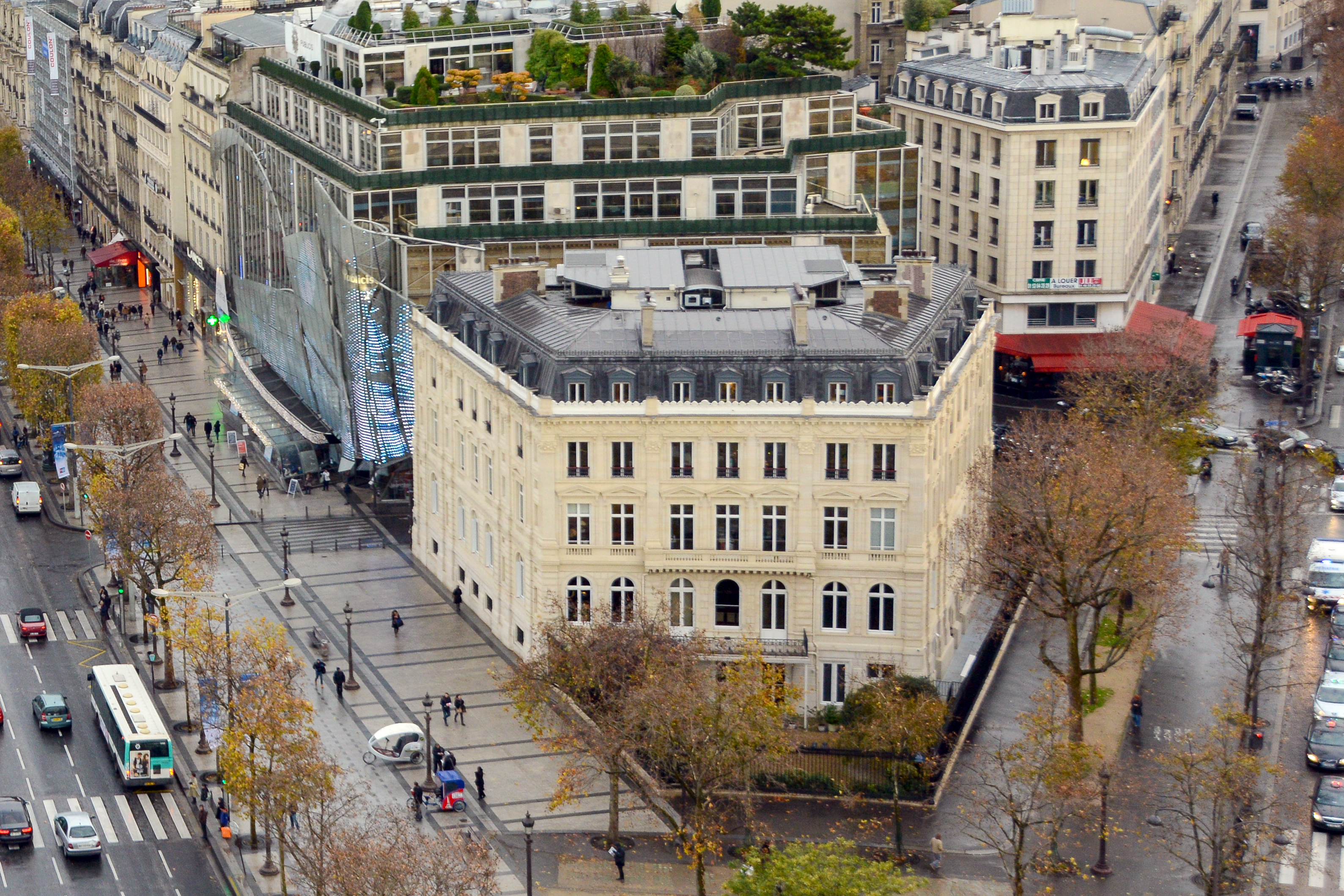
2 Rue de Presbourg
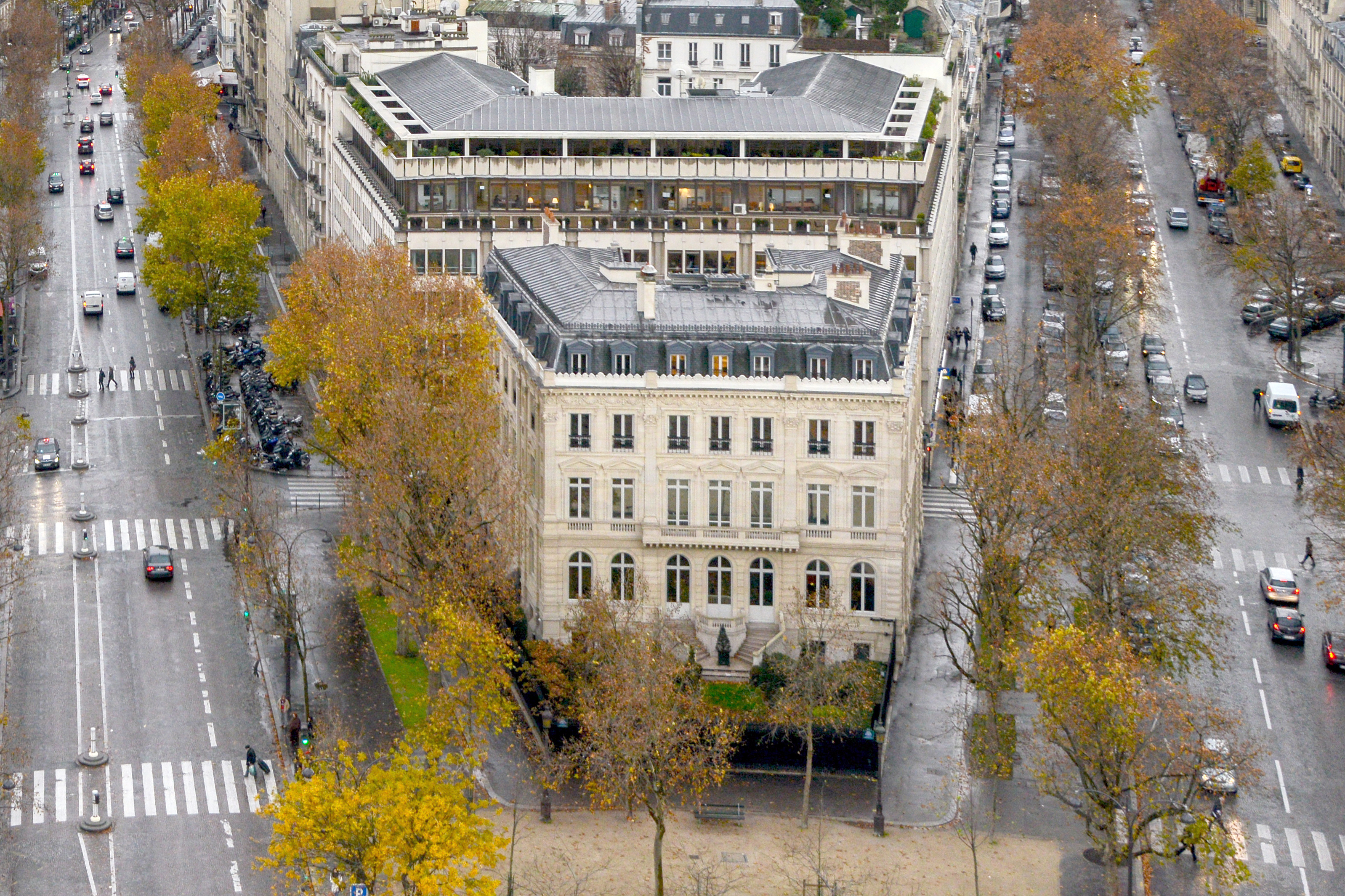
4 Rue de Presbourg
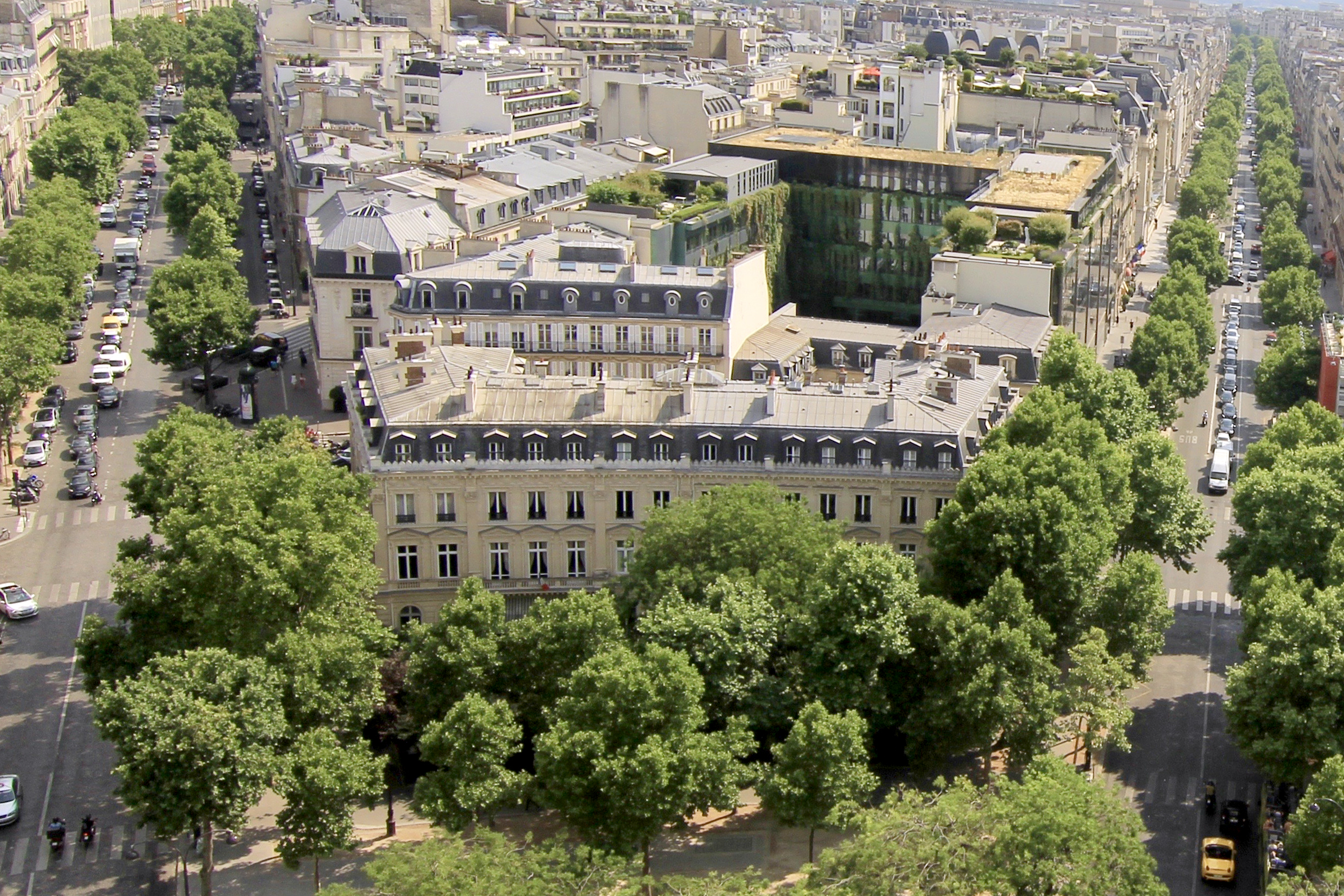
6-6bis Rue de Presbourg
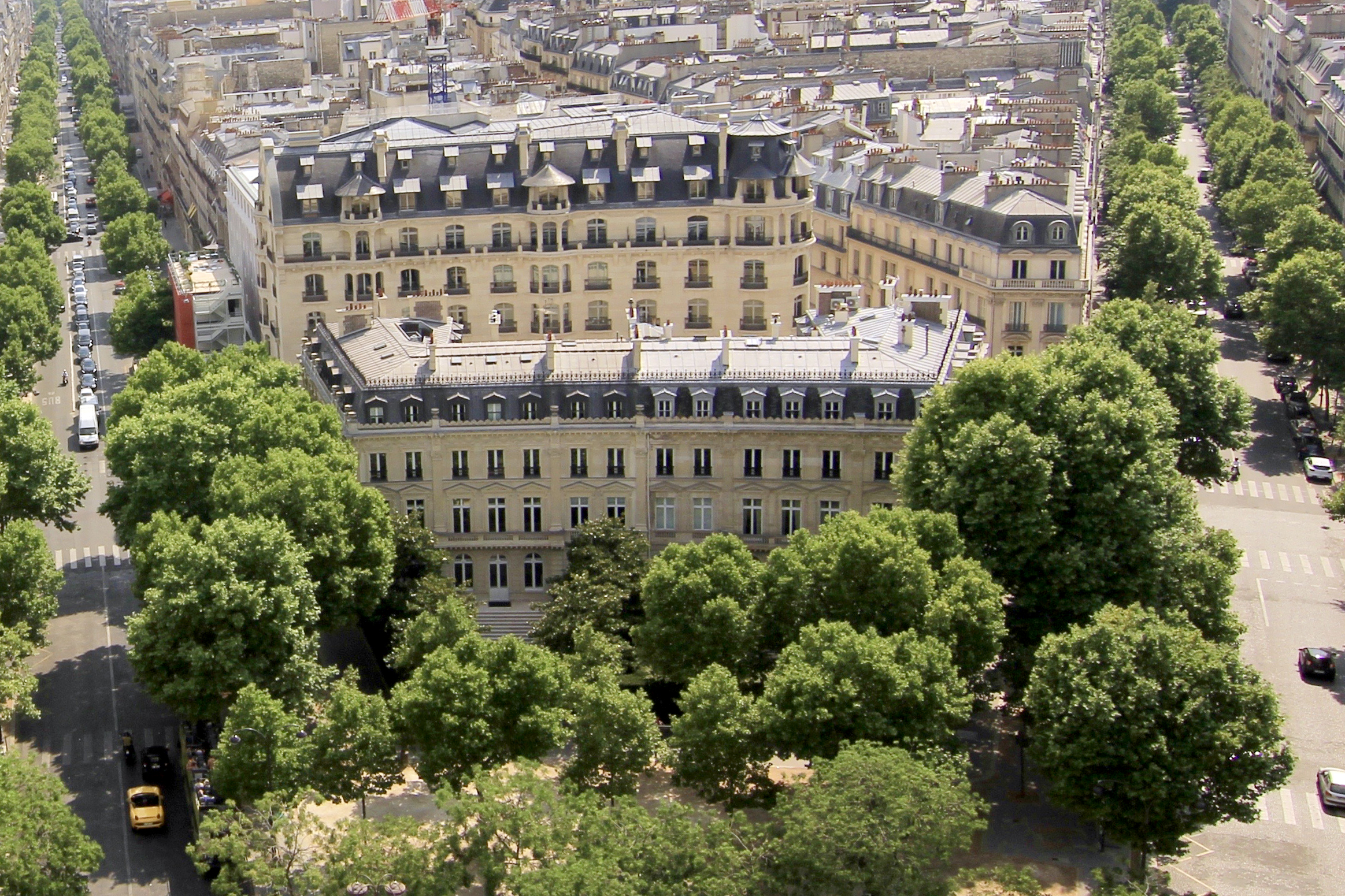
8-8bis Rue de Presbourg
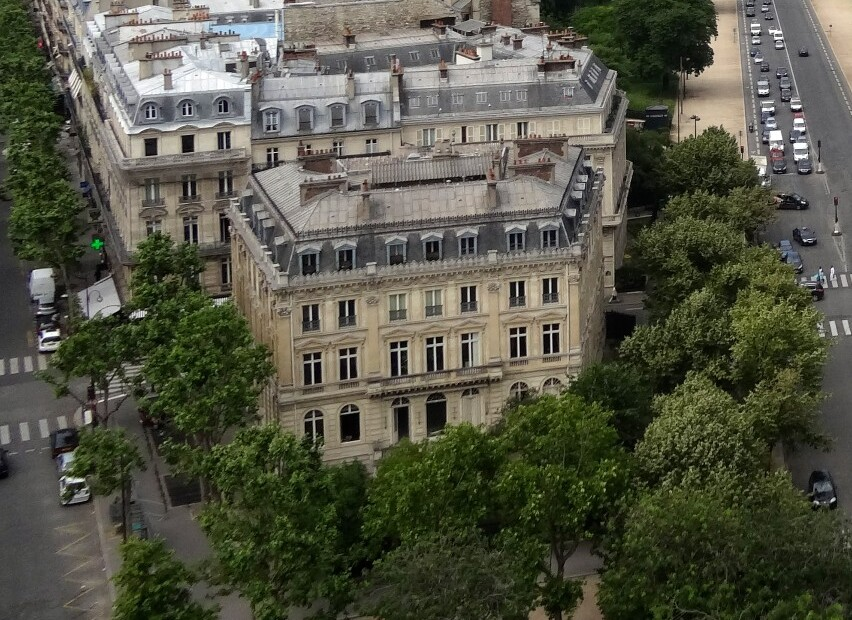
10 Rue de Presbourg
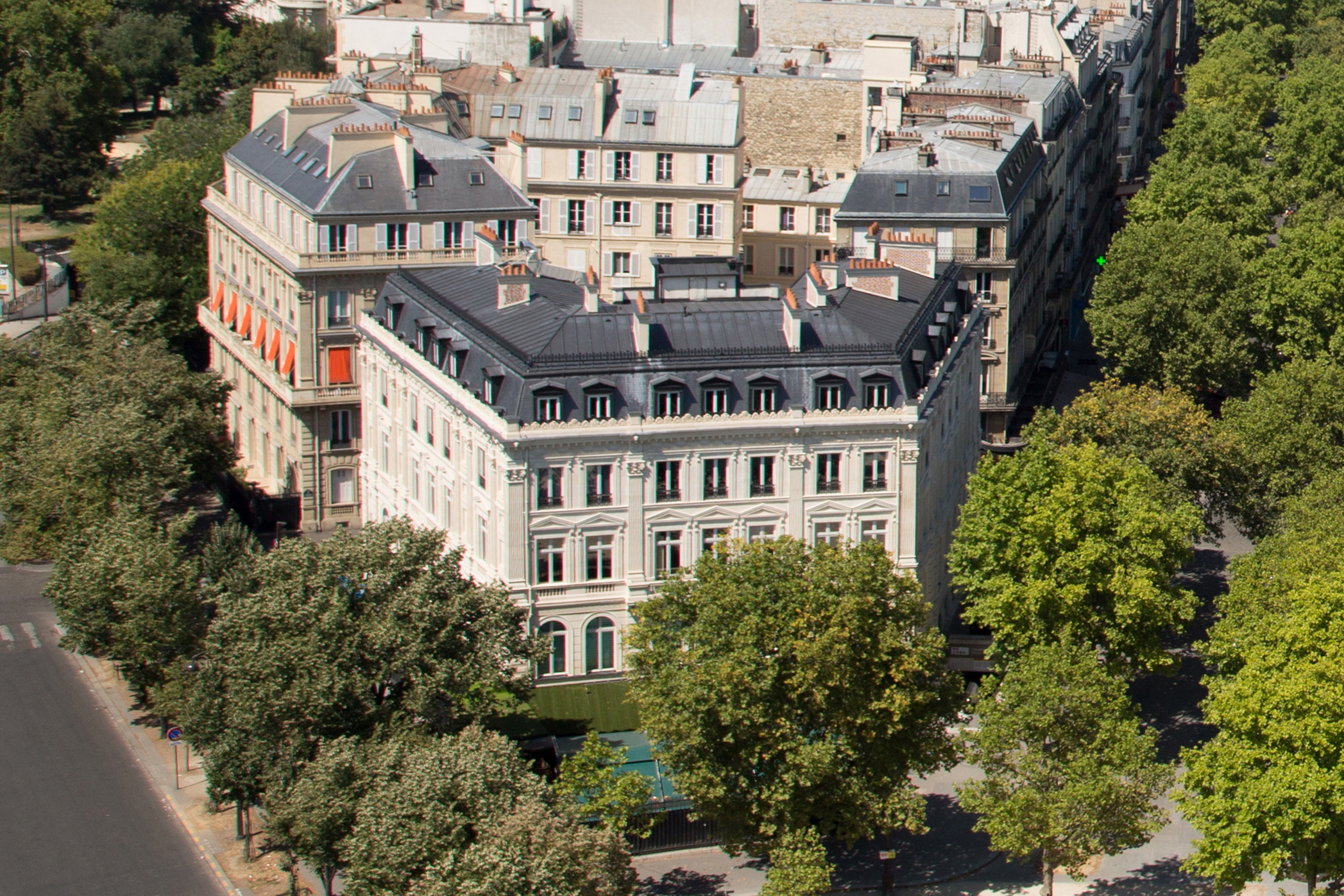
12 Rue de Presbourg

## Varia
- La Place de l'Étoile (1968) is de titel van de debuutroman van de Franse schrijver Patrick Modiano, waarmee hij onder andere de Prix Roger Nimier won. De roman werd in het Nederlands vertaald als De plaats van de ster.
- De slotscène in de kerstfilm Les Rois mages (2001) van Bernard Campan en Didier Bourdon speelt zich af op het plein.

- MusicBrainz: 2bec89b7-7af3-46dc-a3de-6d809342fa4f

Place de la Bastille ·
Place de la Bataille-de-Stalingrad ·
Place Charles de Gaulle ·
Place du Châtelet ·
Place de Clichy ·
Place de la Concorde ·
Place Dauphine ·
Place Diana ·
Place du Dix-Huit Juin 1940 ·
Place de l'Europe - Simone Veil ·
Place de l'Hôtel-de-Ville - Esplanade de la Libération ·
Place d'Italie ·
Square Jean XXIII ·
Place de la Nation ·
Place de l'Opéra ·
Place du Palais-Royal ·
Place du Panthéon ·
Place du Parvis-Notre-Dame ·
Place Pigalle ·
Place de la République ·
Place Saint-Michel ·
Place de la Sorbonne ·
Place du Tertre ·
Place du Trocadéro ·
Place Vauban ·
Place Vendôme ·
Place des Victoires ·
Place des Vosges